# La Trobe (Familie)

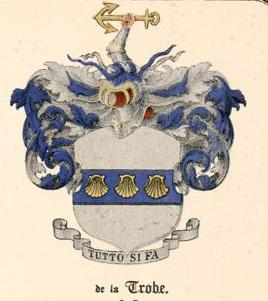
Familienwappen der englischen Linie La Trobe

La Trobe (auch Latrobe oder de La Trobe) ist der Familienname eines aus Frankreich stammenden  Geschlechts, das im britischen Irland, dem Baltikum und in den Vereinigten Staaten von Amerika ansässig geworden war. Sie stammten aus einer französischen Hugenottenfamilie, die sich zunächst als „Bonneval Latrobe“ bezeichnete und seit ihrer Flucht nach England ihren Namen in „La Trobe“ geändert hatte.

## Geschichte
Der französische Hugenotte Jean Latrobe war nach Irland geflüchtet und dort von 1715 bis 1730 in Waterford als Arbeiter in einer Leinenweberei tätig. Er war ein Mitarbeiter von Louis Crommelin der die irische Leinenindustrie gründete. Erzählungen besagen, dass Jean Latrobe aus dem französischen Geschlecht des Grafen von Bonneval gestammt habe und dass er über Holland nach Dublin in England eingewandert sei. Nachweisbar stammen aber die Latrobes aus dem südfranzösischen Herzogtum Guienne und waren bei Montauban als Handwerker und Kaufleute seit dem 17. Jahrhundert tätig, eine verwandtschaftliche Beziehung oder ein genealogischer Zusammenhang mit dem Grafen Bonneval ist nicht belegbar und muss als Legende gelten. Im Zuge der Verfolgung der Hugenotten, zu denen die Latrobes gehörten, kam es zu Flucht und Vertreibungen, so dass Jean Latrobe die Flucht nach Irland vorzog. Von nun an basiert die Ursprungsgeschichte auf dem Ortsfamilienbuch des Joachim Latrobe, der 1832 als französischer Beamter in Paris starb. Weiterhin wird sie durch Kirchenbuchauszüge bestätigt, die in der Bibliothek von Leiden erhalten sind. Die familiären Grundlagen beruhen auf folgenden Urahnen:
Bertrand Latrobe (lebte 1621 in Montauban) ⚭ Gaillarde Benetz
- Pierre Latrobe, lebte 1628 als Maurer und Grundbesitzer in Montauban ⚭ Jeanne Alard († 1657)
  - Michel Latrobe (1640–1705) Kaufmann in  Villemur ⚭ Marthe Ramond
    - Pierre Latrobe (* 1665 in Montauban, † 1767) Gründer der französischen Linie
    - Jean La Trobe (* 1670 Villamur † in Dublin) Gründer der englisch/irischen Linie

## Stammreihe
Die aus Frankreich stammende Familie teilte sich nach ihrer Flucht in drei Linien auf:

### Englische Linie
Mit Jean Latrobe begann die Tradition der englischen Linie, sie ist zwischen 1715 und 1730 in Waterford nachweisbar. In dieser Zeit änderte sie auch ihren Namen von Latrobe in La Trobe und schloss sich der Herrnhuter Brüdergemeine an. Aus seiner Nachkommenschaft kamen bekannte Musiker und Architekten. Die englische Linie war später eng mit der Herrnhuter Bürgergemeinde verbunden.
John La Trobe (1715–1730) Leinwandfabrikant in Waterford
- James La Trobe (* 1700 in Waterford, † 1752 in Dublin) Leinwandfabrikant und Kaufmann ⚭ 1. Elisabeth Thornton († 1744), 2. Rebecca Adams († 1769)

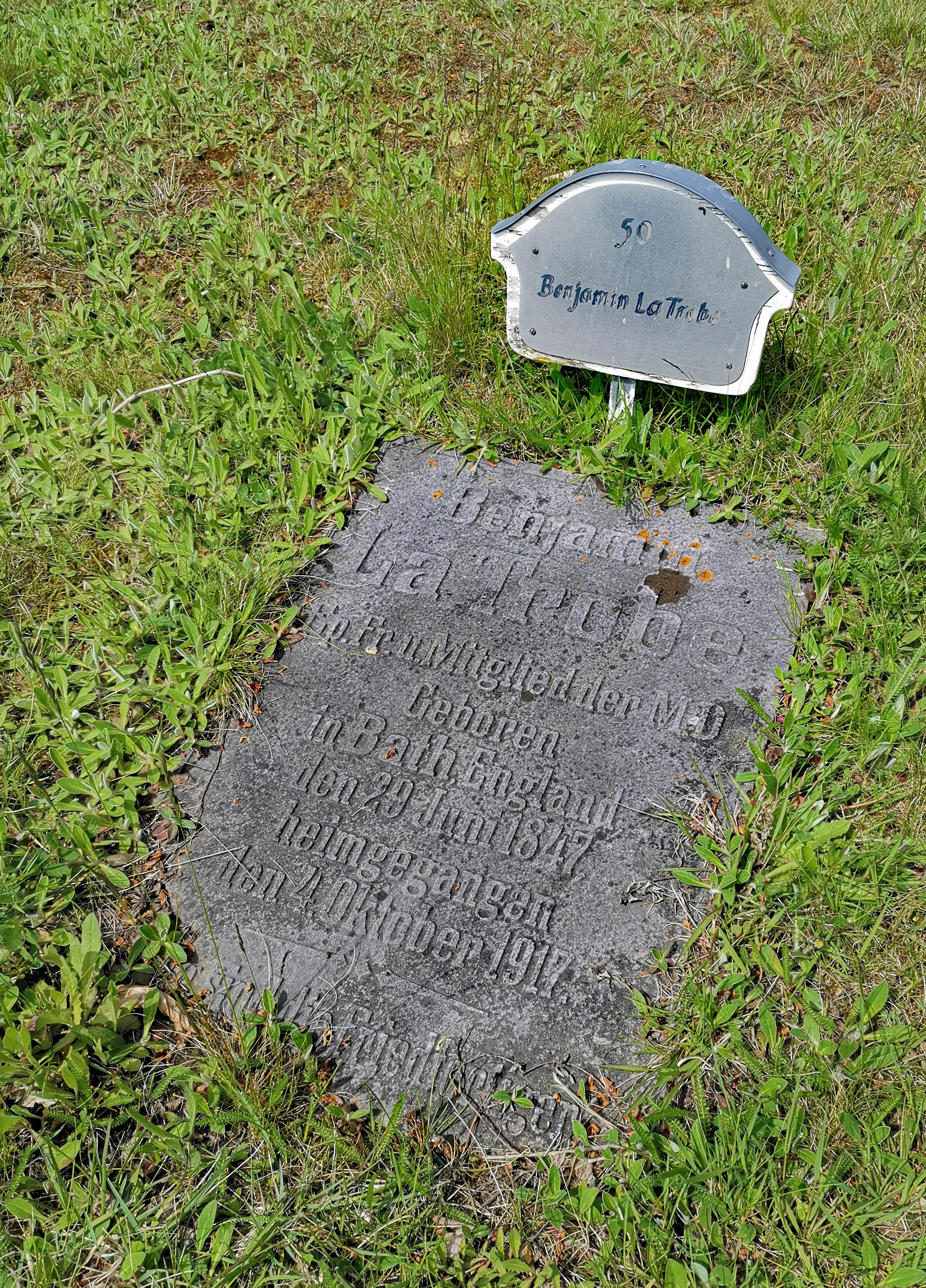
Grab von Benjamin La Trobe (1847–1917) auf dem Herrnhuter Gottesacker

- - James II. (Gottlieb) La Trobe (* 1750, † 1836 in Fulneck, West Yorkshire) Reverent in der Herrnhuter Brüdergemeine und Missionar ⚭ Mary Watson
    - Benjamin Latrobe (* 1790 in Mirfield)
    - Samuel Latrobe (1794–1813)
    - James III. La Trobe (* 1802 in Tytherton, † 1897 in Tytherton, Wiltshire), Bischof der Herrnhuter Brüdergemeine ⚭ 2. Mary Grimes († 1889)
      - William Essex La Trobe (* 1830 in Ayr, † 1906 in London)
      - Benjamin La Trobe (* 1847 in Bath, † 1917 in Herrnhut) Bischof der Herrnhuter Brüdergemeine  ⚭ Emily Louisa Harding

  - Benjamin La Trobe (* 1728 in Dublin, † 1786 in London) ⚭ Presbyter in der Herrnhuter Brüdergemeine	
    - Christian Ignatius La Trobe (* 1758 in Fulneck, † 1836 in Liverpool)  Reverent in der  Herrnhuter Brüdergemeine
      - Peter La Trobe (* 1795 in Berthelsdorf, † 1863 in Herrnhut), Bischof der Herrnhuter Brüdergemeine
      - John Antes La Trobe (1799–1878) Kantor, Schriftsteller und Musiker
      -  Charles Joseph La Trobe (1801–1875) Erster Vizegouverneur des Bundesstaats  Victoria in Australien, ihm zu Ehren wurde mit seinem Namen benannt:

Die La Trobe University in Melbourne im australischen Bundesstaat Victoria, das Latrobe Valley eine Region im Gippsland im Osten des Bundesstaates Victoria in Australien, der Latrobe River (auch: La Trobe River) ein Fluss in Gippsland im australischen Bundesstaat Victoria, die Stadt Latrobe im Norden des australischen Bundesstaates Tasmanien und das Verwaltungsgebiet Latrobe City im australischen Bundesstaat Victoria, das gleichzeitig Stadtstatus besitzt.

### Livländische Linie
Mit Johann Friedrich La Trobe begann 1793 die Entwicklung des Familienzweigs im Baltikum, sie schrieben sich als La Trobe. Er hatte Medizin studiert und wandte sich später in Livland der Landwirtschaft zu, er war Besitzer der Rittergüter Woiseck und Pajus. Er war ein talentierter Musiker und hinterließ in Dorpat als Komponist eine Sammlung von Kompositionen. Sein Dienstrang führte zum Erwerb des russischen Adelsstands. Sein Sohn Edward La Trobe erhielt 1864 die livländische Bürgerschaft und wurde 1875 zum livländischen Landrat gewählt.
 Johann Friedrich La Trobe (* 1769 in Chelsea (London), † 1845 in Dorpat) Dr. med., Komponist, ⚭Alwine  von Stackelberg (1797–1879);  Gründer der livländischen Linie
- Edward La Trobe (* 1825 in Woiseck, † 1879 in Dorpat), Herr auf Pajusby, 1864 livländisches  Indigenat, ab 1875 livländischer  Landrat ⚭ Alexandra  von Wahl (1836–1904)
  - John Edward La Trobe (* 1858  in Woiseck, † 1895 in Ottenbüll), Herr auf Ottenbüll in Estland ⚭ Hedwig von Oettingen (1858–1893)
    - John Fred La Trobe (* 1889 in Ottenküll, † 1944 in Karuizawa,  Japan) Hauptschriftleiter des Deutschen Nachrichtenbüros in Berlin ⚭ Maria Kaselowsky (* 1890), Ärztin
      - John Henry de La Trobe  (* 1923 in Berlin, † 2002 in Hamburg), Reeder, Träger des Großen Bundesverdienstkreuzes[1]
      - Kai Richard de La Trobe (* 1925 Plainpalais, † Bielefeld)
      - Frederick de La Trobe (* 1928 in Baden-Baden, † 2016 in München)[2]

### Amerikanische Linie
Mit Benjamin Henry Latrobe (1764–1820), sie schrieben sich weiterhin Latrobe, begann der Familienzweig in Nordamerika, er wurde einer der bekanntesten Architekten der Vereinigten Staaten von Amerika. Ihm folgten seine Söhne, der Bauingenieur Benjamin Henry II. Latrobe und der Jurist John H.B. Latrobe. Der Sohn Benjamins Henry II.  Henry Sellon Latrobe wurde ebenfalls als amerikanischer Architekt berühmt.
Benjamin Henry Latrobe (* 1764 in Fulneck, † 1820 in New Orleans) amerikanischer Architekt ⚭ 1. Lydia Sellon, 2. Margarethe Hazlehurst, Gründer der amerikanischen Linie
- Henry Sellon Boneval Latrobe (1793–1817), amerikanischer Architekt
- John Hazelhurst Boneval Latrobe (1803–1891), amerikanischer Rechtsanwalt
  - Ferdinand Claiborne Latrobe (1833–1911), Bürgermeister von Baltimore und amerikanischer Landespolitiker
  - Osmun Latrobe (1835–1915), amerikanischer Oberst
- Benjamin  Henry Latrobe (1806–1878) amerikanischer Bauingenieur, nach ihm wurde die Kleinstadt Latrobe in Pennsylvania, USA benannt.

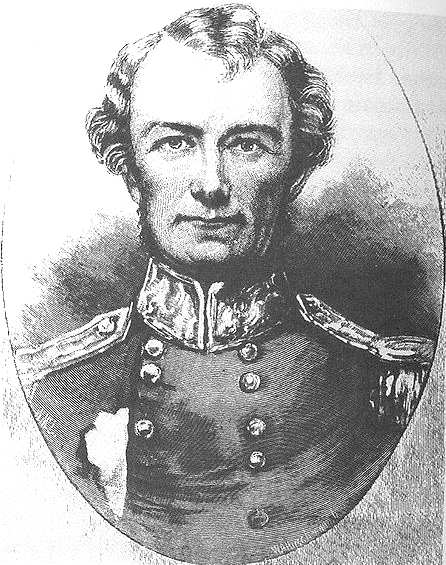
Charles Joseph La Trobe (Vizegouverneur)
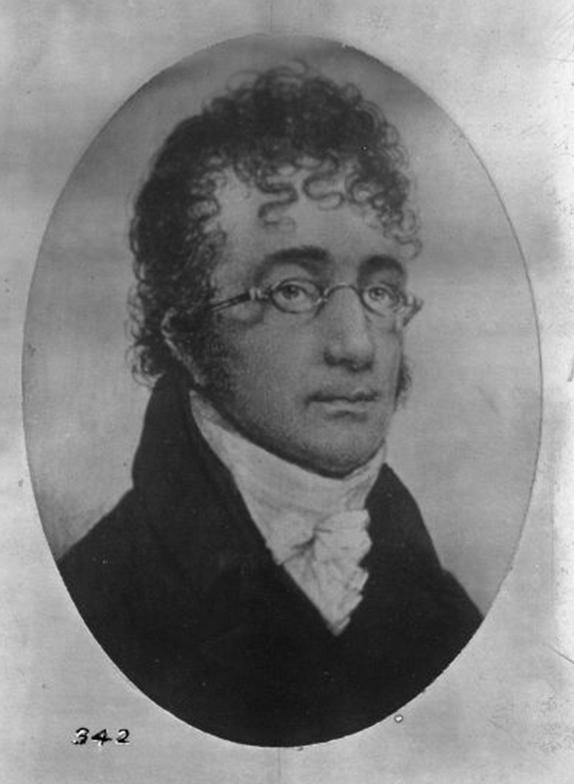
Benjamin Latrobe (Architekt)
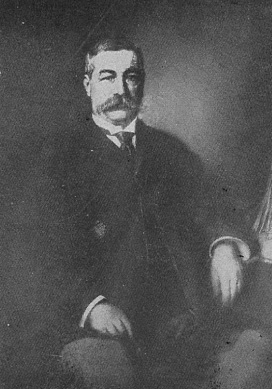
Ferdinand Claiborne  Latrobe (Politiker)

## Wappen
Das Familienwappen wurde in der englischen Linie geführt, zu Beginn des 19. Jahrhunderts führte man das Wappen der Bonneval. Englischem Brauch folgend fügte man unter dem Wappenschild einen Wahlspruch ein. Mit diesem Wappen wurden die La Trobe 1864 in Livland in die Livländische Ritterschaft unter der Registrierungsnummer 384 immatrikuliert.
Im silbernen Wappenschild ist ein blauer Balken, der mit 3 goldenen Jakobsmuscheln mit aufwärtsgekehrten Gelenken bestückt ist. In der Helmzier über der blau-silbernen Wulst ein Panzerarm mit nackter Hand und einem goldenen  Anker, der waagerecht gehalten ist. Die Helmdecke ist silber-Blau, unter dem Schild befindet sich auf einem silbernen Spruchband die Devise „Tutto si fa“ – „Alles ist zu schaffen“.

## Besitzungen im Baltikum

### Gut Ottenküll
Das Gut wurde erstmals im Jahre 1501 erwähnt und gehörte längere Zeit den Familien von Stryk sowie von Gruenewaldt. Das lange verwinkelte Hauptgebäude wurde im 19.–20. Jahrhundert in mehreren Etappen gebaut. Nach einem Brand im Jahr 1999 steht das Haus in Ruinen.

### Rittergut Woiseck
Woiseck gehörte ursprünglich zur Herrschaft des Ordensschlosses, das Gut wurde 1558 urkundlich benannt und brannte im Verlauf des Livländischen Krieges (1558–1583) nieder. Das Rittergut kam ab 1558 nacheinander in den Besitz mehrerer deutsch-baltischer Adelsfamilien, die es 1632 wieder aufbauten. 1920 wurde das Gutshaus durch den estnischen Staat enteignet, der 1925 dort ein Heim einrichtete. Heute befindet sich im Gutshaus von Võisiku ein Pflegeheim für 400 geistig Behinderte. Das Haus ist von einem zwei Hektar großen Park umgeben.

### Rittergut Pajus
Das im 17. Jahrhundert gegründete Gut Pajus gehörte den Adelsfamilien von Fock und von Wahl. Das Anfang des 19. Jahrhunderts errichtete lange klassizistische Hauptgebäude hat heute seinen linken Flügel verloren und wird als Gemeindehaus des Dorfes genutzt. Die Gemeinde war ländlich geprägt (Landwirtschaft, Wälder). Besonders sehenswert das Gutshaus von Pajusi mit seinem im 19. Jahrhundert angelegten, 5,4 Hektar großen Park.

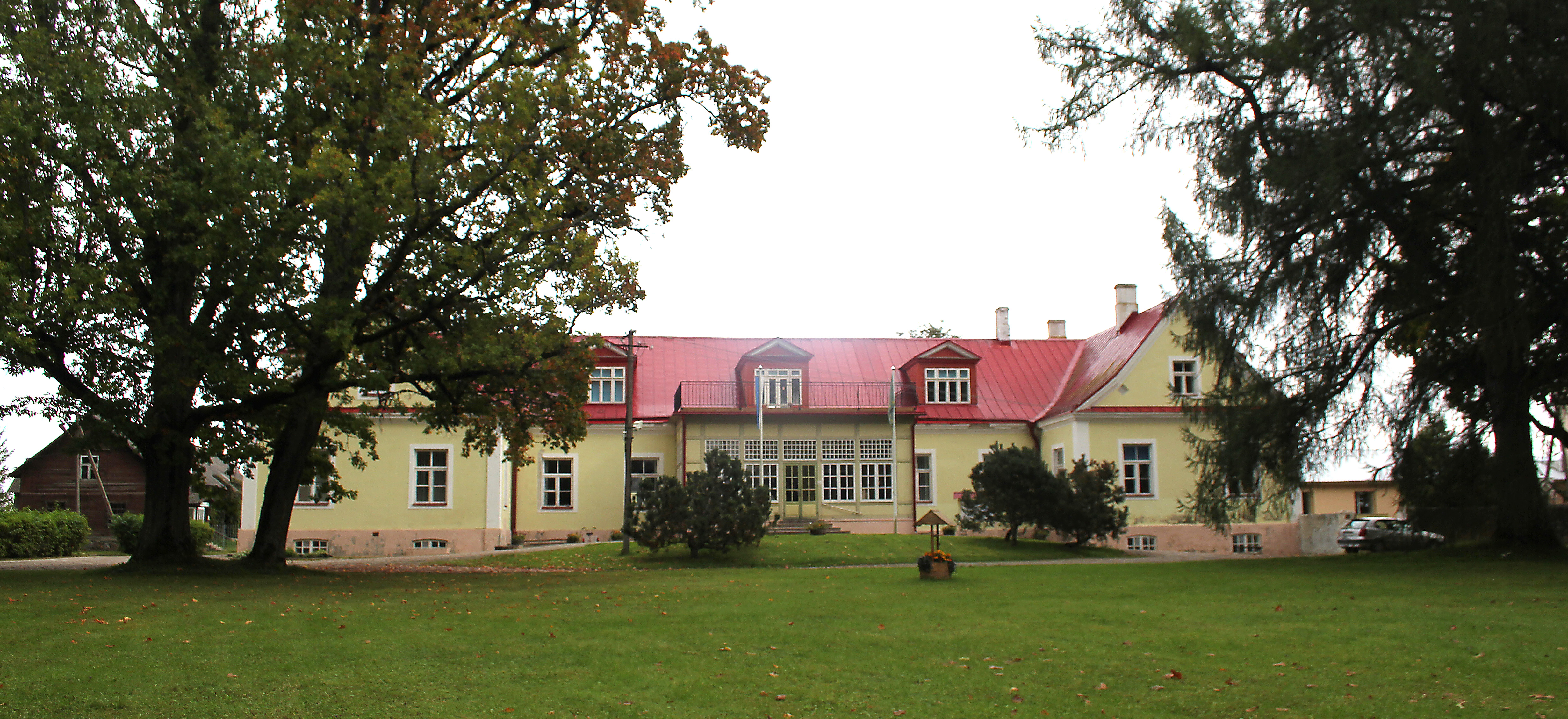
Herrenhaus auf dem Rittergut Woiseck (2012)
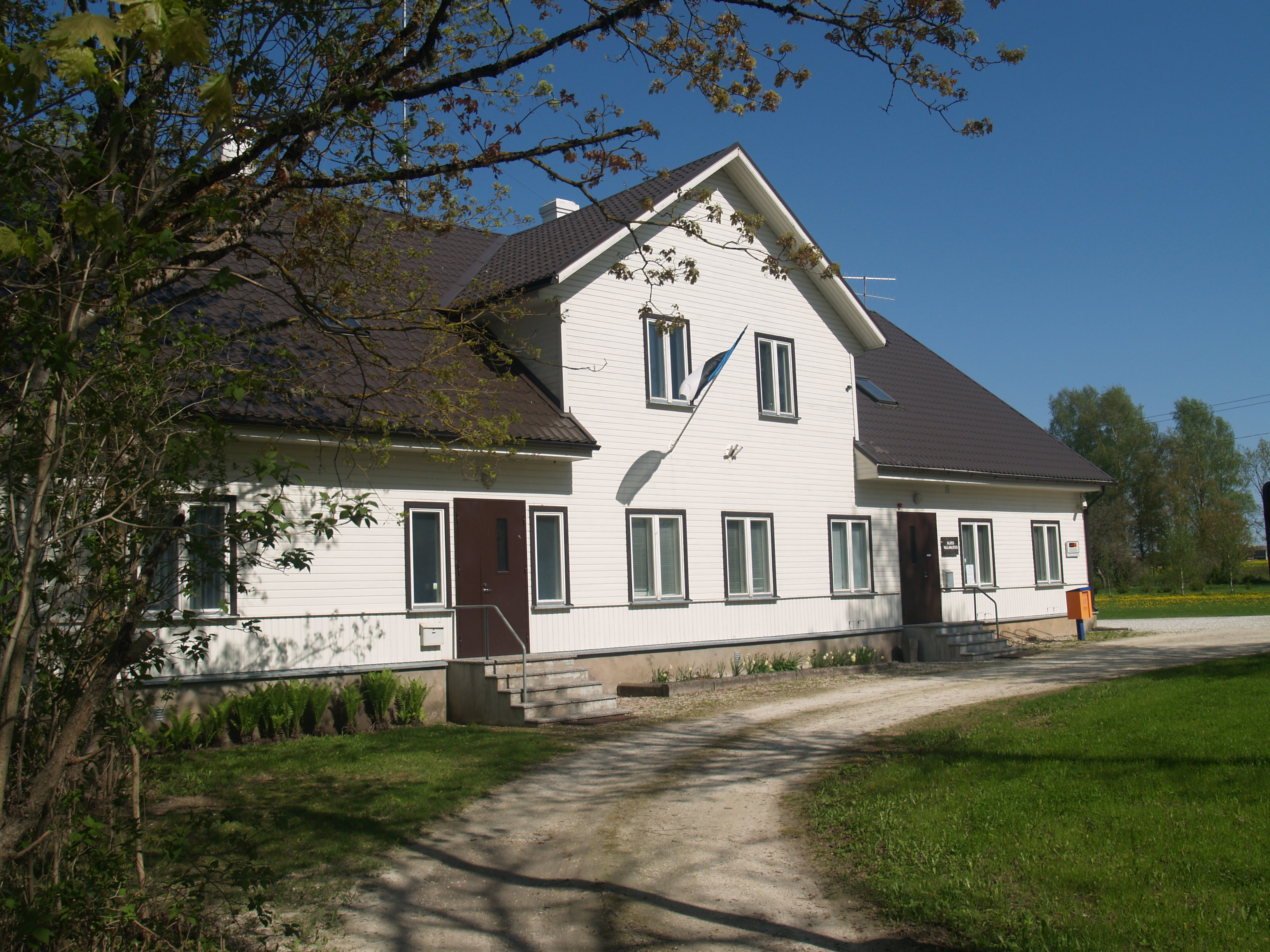
Herrenhaus auf Pajusi  (2012)